# Euan Byers
Euan Byers (* 30. Juli 1974 in Dumfries) ist ein schottischer Curler. Er spielt auf der Position des Lead.
Als Lead spielte Byers bei den Olympischen Winterspielen 2010 in Vancouver im Team Großbritannien mit Skip David Murdoch, Third Ewan MacDonald, Second Peter Smith und Alternate Graeme Connal. Die Mannschaft belegte den fünften Platz.